# 頭份溪橋
台鐵山線鐵路頭份溪橋是位於台灣苗栗縣中港溪上的一座鐵路橋樑，連接苗栗縣竹南鎮竹南車站與造橋鄉造橋車站，1992年重建通車。

## 沿革與設計
- 第一代橋：1902年4月5日起臺灣總督府鐵道部開始興建中港（今竹南）至苗栗路段的縱貫鐵路，並在跨越中港溪之處架設「頭份溪橋」。第一代橋1902年6月7日開工，1903年3月30日竣工，澤井組承包，全長315.5公尺， 16個橋孔，每孔設置跨度60英呎鋼鈑梁，梁身由大阪汽車製造合資會社製作。橋墩採用紅磚及石材砌築，石材產自士林、紅磚來自新竹與新港頂地區；橋墩基礎為沉箱或是松木基樁，枕木則採用苗栗南出產的楠木[4]。
  - 整修：戰後本橋橋墩發生嚴重裂痕，台鐵在1956年5月4日起封鎖竹南車站至本橋南端區間的路線，進行整修，山線列車通過橋梁南端臨時設置的尖山號誌站改道，暫行西側的海線頭份溪橋（下頭份溪橋）。修理工程於同年6月30日完竣，7月4日恢復行駛原橋並廢止號誌站[5]。

- 第二代橋：台鐵局於1968年9月完成改建頭份溪橋，橋長316.31公尺，共16個橋孔，每孔跨度19.2公尺[1]，橋墩為RC一體成型並附有帽梁[6]。。

- 第三代橋：台鐵局1987年至1998年辦理「山線鐵路竹南至豐原間改線與雙軌工程」[7]，於竹南至造橋間新建複線化第三代頭份溪橋，全長415.8公尺[8]，計21個橋孔，下部結構為單圓柱懸臂式橋墩、上部結構則為上承式預力梁[9]，1992年4月10日完工切換新線通車[2]，初期僅開放單線，直到1995年竹南造橋間複線工程完成後[10]，本橋始成為雙向行車之橋梁。